# Queensland Open 1994
Il Queensland Open 1994 è stato un torneo di tennis giocato sul cemento. È stata la 98ª edizione del torneo, che fa parte della categoria Tier III nell'ambito del WTA Tour 1994. Si è giocato al Milton Tennis Centre di Brisbane in Australia dal 3 al 9 gennaio 1994.

## Campionesse

### Singolare
Lindsay Davenport ha battuto in finale  Florencia Labat con il punteggio di 6–1, 2–6, 6–3

### Doppio
Laura Golarsa /  Natalija Medvedjeva hanno battuto in finale  Jenny Byrne /  Rachel McQuillan con il punteggio di 6–3, 6–1